# 加莱 (上比利牛斯省)
加莱（法語：Galez）是法国上比利牛斯省的一个市镇，属于塔布区（Tarbes）加朗县（Galan）。该市镇总面积7.29平方公里，2009年时的人口为132人。

## 人口
加莱人口变化图示